# Ghadames flygplats
Ghadames flygplats är en flygplats i Libyen. Den ligger i den västra delen av landet, 400 km sydväst om huvudstaden Tripoli.